# Hari Williams
Hari Williams ist ein US-amerikanischer Schauspieler, Synchronsprecher, Drehbuchautor, Filmproduzent und Filmregisseur.

## Leben
Williams wuchs in Calabasas im San Fernando Valley, einem Vorort von Los Angeles auf. Mit sechs Jahren begann er am Sai Anantam Ashram und dem Stage Door Theatre mit ersten Tätigkeiten als Bühnendarsteller. Er besuchte die Howard University, wo er seinen Bachelor of Fine Arts in Filmproduktion erwarb. Nach seiner Rückkehr nach Los Angeles gründete er die Produktionsgesellschaft Thought Collective Productions.
Er debütierte Mitte der 2000er Jahre als Filmschauspieler. Er sammelte erste Erfahrungen in Kurz- und Episodenrollen, durfte aber auch Nebenrollen in Spielfilmen übernehmen. 2013 übernahm er eine Nebenrolle in dem Katastrophenfilm Disaster Wars: Earthquake vs. Tsunami, vier Jahre später übernahm er in Oceans Rising, ebenfalls ein Katastrophenfilm von The Asylum, eine größere Rolle. Größere Serienrollen hatte er 2013 in My Crazy Roommate als Future Whitaker, 2014 in Next Up als Steve, 2015 in Reconcilable Differences als Leroy, von 2015 bis 2017 in Birds Court als Defense Attorney John, von 2017 bis 2018 in All Wrong als Alex, 2019 in Poz Roz als Ruth und seit 2017 in Bronzeville inne.
Als Synchronsprecher war er unter anderen 2017 in den Videospielen Resident Evil 7: Biohazard und The Evil Within 2 zu hören.

## Filmografie (Auswahl)

### Schauspieler
- 2006: My Letter to Hip Hop (Kurzfilm)
- 2007: Studio
- 2009: Mashed Potatoes (Kurzfilm)
- 2010: Wrath of Cain – Kreislauf der Gewalt (Wrath of Cain)
- 2011: Howton U (Fernsehserie)
- 2011: What If ... (Kurzfilm)
- 2012: Nostalgia (Kurzfilm)
- 2012: Sex with the Jones (Kurzfilm)
- 2013: Not by Choice (Fernsehserie, Episode 1x05)
- 2013: The Comment Show (Fernsehserien, 2 Episoden, verschiedene Rollen)
- 2013: Killer-Paare – Tödliches Verlangen (Wicked Attraction) (Fernsehserie, Episode 6x01)
- 2013: Douglass U
- 2013: My Crazy Roommate (Fernsehserie, 6 Episoden)
- 2013: Disaster Wars: Earthquake vs. Tsunami
- 2013: Sex (Therapy) with the Jones (Kurzfilm)
- 2014: Car-Jumper (Fernsehserie, Episode 1x15)
- 2014: Next Up (Fernsehserie, 5 Episoden)
- 2014: Fishbowls Are Definitely My Thing (Fernsehserie, Episode 1x03)
- 2014: Next Time on Lonny (Fernsehserie, Episode 2x06)
- 2014: Find Your Instrument (Kurzfilm)
- 2014: Excess Baggage
- 2015: Chronologie des Grauens (Murder Book) (Fernsehserie, Episode 1x08)
- 2015: Agendas (Kurzfilm)
- 2015: Almost 30 (Fernsehserien, 2 Episoden, verschiedene Rollen)
- 2015: Last Call (Kurzfilm)
- 2015: Dmus
- 2015: Reconcilable Differences (Fernsehserie, 6 Episoden)
- 2015: The Internship Games
- 2015: Catfish – Verliebte im Netz (Catfish: The TV Show) (Fernsehserie)
- 2015: Gigi Does It (Fernsehserie, Episode 1x03)
- 2015: The Story of Miya (Fernsehserie, Episode 1x11)
- 2015: Next Lifetime (Kurzfilm)
- 2015: Everyday Lies (Fernsehserie, Episode 1x10)
- 2015–2017: Birds Court (Fernsehserie, 5 Episoden)
- 2016: Grandma's House
- 2016: Runner, Runner (Kurzfilm)
- 2016: On the Rocks
- 2016: iLove Android (Kurzfilm)
- 2016: Coca Love (Kurzfilm)
- 2016: Hello Cupid Reboot (Fernsehserie, 2 Episoden)
- 2016: The Hollywouldn'ts
- 2017: Oceans Rising
- 2017: Departure (Kurzfilm)
- 2017: Snap! (Fernsehserie)
- 2017: Everyone I Love Is Dead (Fernsehserie, Episode 1x02)
- 2017: Family Time (Fernsehserie, Episode 5x06)
- 2017–2018: All Wrong (Fernsehserie, 13 Episoden)
- seit 2017: Bronzeville (Fernsehserie)
- 2018: Greenlit (Fernsehserie, Episode 1x01)
- 2018: Mid-City Blue (Kurzfilm)
- 2018: It's A Party
- 2018: 30 Nights
- 2018: The Origin (Kurzfilm)
- 2018: Famous in Love (Fernsehserie, Episode 2x07)
- 2018: Confidence Boost (Kurzfilm)
- 2019: Stuck (Kurzfilm)
- 2019: Nice Enough (Kurzfilm)
- 2019: Mr Misfortune
- 2019: Poz Roz (Fernsehserie, 8 Episoden)
- 2019: Particular Me (Fernsehfilm)
- 2020: Pump (Fernsehserie, Episode 1x02)
- 2020: For the Love of Jason (Fernsehserie, Episode 1x03)
- 2021: Chompy & the Girls
- 2021: Lead (Kurzfilm)
- 2021: Baggage (Kurzfilm)
- 2022: The Rookie: Feds (Fernsehserie, Episode 1x05)
- 2022: Santa Games
- 2023: Outdated (Fernsehserie)
- 2023: S.W.A.T. (Fernsehserie, Episode 6x18)
- 2023: Therapy Session (Kurzfilm)

### Filmschaffender
- 2009: Comedy Freestyle (Produktion)
- 2011: Howton U (Produktion)
- 2012: Sex with the Jones (Kurzfilm; Drehbuch, Produktion, Regie)
- 2013: Douglass U (Drehbuch, Produktion)
- 2013: Sex (Therapy) with the Jones (Kurzfilm; Drehbuch, Produktion)
- 2018: I Hate LA (Drehbuch, Produktion)
- 2021: Full Bloom (Fernsehserie, Episode 2x01; Produktion)
- 2021: Baggage (Kurzfilm; Produktion)
- 2022: The Big Brunch (Fernsehserie, Episode 1x01; Produktion)
- 2024: The Great War (Fernsehserie; Produktion)

## Synchronsprecher
- 2017: Resident Evil 7: Biohazard
- 2017: The Evil Within 2